# 大堀孝

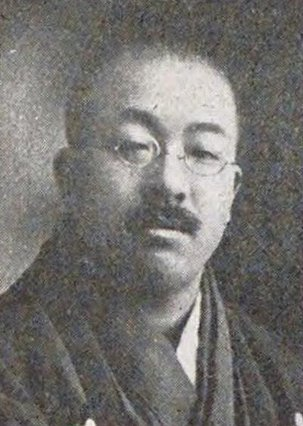
大堀孝

大堀 孝（おおほり たかし、1880年（明治13年）7月20日 - 1947年（昭和22年）2月3日）は、日本の衆議院議員（立憲国民党→純正国民党）。

## 経歴
和歌山県和歌山市出身。1900年（明治33年）、東京法学院（現在の中央大学）を卒業。翌年、紀州日報社を創刊して社長兼記者となったが、1903年（明治36年）に廃刊となり、政界入りを志すようになった。1909年（明治42年）、和歌山市会議員に選ばれ、副議長となった。
1915年（大正4年）、立憲国民党から第12回衆議院議員総選挙に出馬し、当選した。第13回衆議院議員総選挙でも再選を果たしたが、普通選挙を主張し、党議に敗れて離党した。

## 家族
- 祖父・佐津川源九郎 - 紀州藩士。[4]
- 養祖父・大堀太右衛門 - 紀州藩士。二男に男爵外松孫太郎。[5]
- 父・大堀楠之丞（1856年生） - 和歌山紡織取締役。[4]
- 伯父・佐津川波夫 - 大阪で中国向け織物輸出の東亞貿易会社創業。[6]
- 妻・信濃子（1884年生） - 小児科医・彦坂小七郎（1857年生）の二女。彦坂は元紀州藩士で、滋賀県医学学校教授を経て、長野県松本の公立病院、熊谷、三方の私立病院の各院長、和歌山監獄医長などを務めた。[4][7]
- 長男・大堀弘 - 官僚